# Saison 1985-1986 du Stade quimpérois
Maillots
Chronologie
Saison précédente Saison suivante
La saison 1985-1986 du Stade Quimpérois débute le 16 juillet 1985 avec la première journée du Championnat de France de Division 2 (Groupe B), pour se terminer le 12 avril 1986 avec la dernière journée de cette compétition.
Le Stade Quimpérois est également engagé en Coupe de France où il atteint les 32e de finale (éliminé par le Tours FC).

## Résumé de la saison

### Une saison moyenne

#### Première partie de championnat
Wlodzimierz Lubanski quitte le club et est remplacé par Pierre Garcia, qui a entraîné le Stade rennais, le Stade briochin et le SC Abbeville. Le début de saison est surprenant puisque l’équipe de Pierre Garcia remporte leur trois premiers matchs et est premier de son groupe. Dès lors, les résultats sont moyens, le club subit une lourde défaite cinq buts à zéro contre le RC Paris. Après cette lourde défaite, le club enchaîne cinq matchs sans défaite. En championnat, le club remporte qu’un seul de ses douze prochains matchs.

#### Coupe de France
Malgré cela, le club se qualifie pour les 32ème de finale, en battant l’AS Brestoise, au 7ème tour et l’EA Guingamp au 8ème tour. En 32ème de Coupe de France, le SQ est éliminé par le Tours FC, un but à zéro.

#### Seconde partie de championnat
Après une victoire, quatre à zéro contre le SCO d'Angers, le club remonte dans le classement, la fin de saison est meilleure puisque le club perd seulement 2 de ses 9 derniers matchs. Le club termine sa saison à la huitième place après une victoire contre l’AS Beauvais. Malgré, une huitième place sur dix-huit, le club est à seulement 4 points du premier relégable, le FC Lorient.

## L'effectif de la saison
| Poste | Nat. | Nom                | Naissance       | Sélection  | Championnat | Championnat | Coupe France | Coupe France | Total Saison | Total Saison |
| Poste | Nat. | Nom                | Naissance       | Sélection  | M           | But inscrit | M            | But inscrit  | M            | But inscrit  |
| ----- | ---- | ------------------ | --------------- | ---------- | ----------- | ----------- | ------------ | ------------ | ------------ | ------------ |
| G     | FRA  | Thierry Caby       | 1 avril 1963    | -          | 24          | 0           | 1            | 0            | 25           | 0            |
| G     | FRA  | Alain Wantz        | 11 mai 1962     | -          | 10          | 0           | 0            | 0            | 10           | 0            |
| D     | FRA  | Philippe Peru      | 27 octobre 1964 | -          | 21          | 0           | 1            | 0            | 22           | 0            |
| D     | FRA  | Stéphane Gilet     | 16 juin 1964    | -          | 17          | 0           | 1            | 0            | 18           | 0            |
| D     | FRA  | Serge Le Dizet     | 27 juin 1964    | -          | 34          | 3           | 1            | 0            | 35           | 3            |
| D     | FRA  | Florent Phillipe   | 5 août 1965     | -          | 34          | 1           | 1            | 0            | 35           | 1            |
| D     | FRA  | Bruno Creignou     | 19 août 1958    | -          | 25          | 2           | 0            | 0            | 26           | 2            |
| D     | FRA  | Alain Garraud      | 4 août 1961     | -          | 26          | 1           | 0            | 0            | 26           | 1            |
| M     | FRA  | Christian Pesin    | 7 mars 1957     | -          | 17          | 0           | 1            | 0            | 18           | 0            |
| M     | SEN  | Christophe Sagna   | 5 mai 1954      | -          | 23          | 0           | 1            | 0            | 24           | 0            |
| M     | FRA  | Yves Colleu        | 26 février 1965 | -          | 30          | 1           | 0            | 0            | 30           | 1            |
| M     | FRA  | Didier Le Borgne   | 5 juin 1956     | -          | 32          | 0           | 0            | 0            | 32           | 0            |
| A     | LUX  | Robby Langers      | 1er août 1960   | Luxembourg | 33          | 9           | 1            | 0            | 34           | 9            |
| A     | FRA  | Jean Pierre Sallat | 21 avril 1955   | -          | 21          | 4           | 0            | 0            | 21           | 4            |
| A     | FRA  | Bernard Ferrigno   | 24 octobre 1954 | -          | 29          | 11          | 1            | 0            | 30           | 11           |
| A     | FRA  | Hervé Marzin       | 20 juin 1966    | -          | 1           | 0           | 0            | 0            | 1            | 0            |
| A     | FRA  | Patrick Martet     | 29 avril 1955   | -          | 22          | 6           | 1            | 0            | 23           | 6            |
| A     | FRA  | Pascal Laguiller   | 30 janvier 1968 | -          | 1           | 0           | 0            | 0            | 1            | 0            |

## Les rencontres de la saison

### Liste
| Match | Date         | Compétition       | Tour          | Adversaire   | Lieu ¹ | Score | Affluence |
| ----- | ------------ | ----------------- | ------------- | ------------ | ------ | ----- | --------- |
| 1     | 16 juillet   | Division 2        | 1             | Beauvais     | E      | 2-1   | 2 351     |
| 2     | 20 juillet   | Division 2        | 2             | Orléans      | D      | 5-1   | 2 240     |
| 3     | 26 juillet   | Division 2        | 3             | Rouen        | E      | 1-0   | 3 990     |
| 4     | 2 août       | Division 2        | 4             | Niort        | E      | 0-1   | 5 286     |
| 5     | 9 août       | Division 2        | 5             | Reims        | D      | 2-2   | 4 961     |
| 6     | 16 août      | Division 2        | 6             | Paris        | E      | 0-5   | 3 815     |
| 7     | 23 août      | Division 2        | 7             | Valenciennes | D      | 3-2   | 2 962     |
| 8     | 30 août      | Division 2        | 8             | Caen         | E      | 1-1   | 2 594     |
| 9     | 6 septembre  | Division 2        | 9             | Angers       | D      | 2-1   | 3 200     |
| 10    | 13 septembre | Division 2        | 10            | Abbeville    | E      | 1-1   | 3 476     |
| 11    | 20 septembre | Division 2        | 11            | Mulhouse     | D      | 1-0   | 5 200     |
| 12    | 27 septembre | Division 2        | 12            | Lorient      | E      | 1-2   | 9 200     |
| 13    | 4 octobre    | Division 2        | 13            | Guingamp     | D      | 1-3   | 9 421     |
| 14    | 9 octobre    | Division 2        | 14            | Sedan        | E      | 0-1   | 2 436     |
| 15    | 18 octobre   | Division 2        | 15            | Limoges      | D      | 0-3   | 2 416     |
| 16    | 25 octobre   | Division 2        | 16            | Besançon     | E      | 0-3   | 1 246     |
| 17    | 1er novembre | Division 2        | 17            | Dunkerque    | D      | 1-0   | 1 570     |
| 18    | 8 novembre   | Division 2        | 18            | Orléans      | E      | 0-1   | 1 461     |
| 19    | 23 novembre  | Division 2        | 19            | Rouen        | D      | 1-1   | 1 403     |
| 20    | 29 novembre  | Division 2        | 21            | Niort        | D      | 0-0   | 1 304     |
| 21    | 7 décembre   | Division 2        | 20            | Reims        | E      | 2-2   | 1 778     |
| 22    | 14 décembre  | Coupe de France   | 7e tour       | AS Brest     | E      | 4-0   | -         |
| 23    | 20 décembre  | Division 2        | 22            | Paris        | D      | 1-1   | 5 335     |
| 24    | 5 janvier    | Coupe de France   | 8e tour       | Guingamp     | D      | 1-0   | -         |
| 25    | 10 janvier   | Division 2        | 23            | Valenciennes | E      | 0-2   | 1 673     |
| 26    | 17 janvier   | Division 2        | 24            | Caen         | D      | 0-1   | 1 320     |
| 27    | 25 janvier   | Coupe de France   | 32e de finale | Tours        | N      | 0-1   | 1 248     |
| 28    | 1er février  | Division 2        | 25            | Angers       | E      | 0-4   | 1 309     |
| 29    | 7 février    | Division 2        | 26            | Abbeville    | D      | 1-1   | 574       |
| 30    | 8 mars       | Division 2        | 29            | Guingamp     | E      | 2-2   | 3 367     |
| 31    | 14 mars      | Division 2        | 30            | Sedan        | D      | 0-0   | 1 120     |
| 32    | 18 mars      | Division 2        | 28            | Lorient      | D      | 1-0   | 2 024     |
| 33    | 22 mars      | Division 2        | 31            | Limoges      | E      | 0-1   | 1 048     |
| 34    | 25 mars      | Division 2        | 27            | Mulhouse     | E      | 1-3   | 1 861     |
| 35    | 2 avril      | Division 2        | 32            | Besançon     | D      | 1-0   | 1 073     |
| 36    | 5 avril      | Division 2        | 33            | Dunkerque    | E      | 0-0   | 1 570     |
| 37    | 12 avril     | Division 2        | 34            | Beauvais     | D      | 3-0   | 796       |
| 38    | 3 mai        | Coupe de la Ligue | 1             | Angers       | D      | 1-1   | -         |
| 39    | 10 mai       | Coupe de la Ligue | 2             | Guingamp     | E      | 1-1   | -         |
| 40    | 17 mai       | Coupe de la Ligue | 3             | Lorient      | E      | 1-2   | -         |

- 1 N : terrain neutre ; D : à domicile ; E : à l'extérieur ; drapeau : pays du lieu du match international

### Affluence
L'affluence à domicile du Stade Quimpérois atteint un total :
- de 46 919 spectateurs en 17 rencontres de Division 2, soit une moyenne de 2 760/match.

Affluence du Stade Quimpérois à domicile

## Bilan des compétitions
| Compétition     | Vainqueur final       | Débute au tour | Place ou tour final | Première rencontre | Dernière rencontre | Nombre |
| --------------- | --------------------- | -------------- | ------------------- | ------------------ | ------------------ | ------ |
| Division 2      | Racing Club de Paris  | 1re journée    | 8e du Groupe B      | 16 juillet 1985    | 12 avril 1986      | 34     |
| Coupe de France | Girondins de Bordeaux | 7e tour        | 32e de finale       | 14 décembre 1985   | 25 janvier 1986    | 3      |

### Division 2 - Groupe B

#### Classement
| Rang | Équipe    | Pts | J  | G  | N  | P  | Bp | Bc | Diff |
| ---- | --------- | --- | -- | -- | -- | -- | -- | -- | ---- |
| 5    | Niort     | 37  | 34 | 14 | 9  | 11 | 40 | 36 | +4   |
| 6    | Caen      | 37  | 34 | 14 | 9  | 11 | 33 | 31 | +2   |
| 7    | Orléans   | 33  | 34 | 12 | 9  | 13 | 39 | 42 | -3   |
| 8    | Quimper   | 32  | 34 | 11 | 10 | 13 | 38 | 43 | -5   |
| 9    | Abbeville | 30  | 34 | 12 | 6  | 16 | 41 | 60 | -19  |
| 10   | Limoges   | 29  | 34 | 11 | 7  | 16 | 40 | 43 | -3   |
| 11   | Beauvais  | 29  | 34 | 11 | 7  | 16 | 35 | 52 | -17  |

#### Résultats
| Total  | Total  | Total | Total | Total | Total | Total | Total | Domicile | Domicile | Domicile | Domicile | Domicile | Domicile | Extérieur | Extérieur | Extérieur | Extérieur | Extérieur | Extérieur |
| Matchs | Points | V     | N     | D     | BP    | BC    | Diff. | V        | N        | D        | BP       | BC       | Diff.    | V         | N         | D         | BP        | BC        | Diff.     |
| ------ | ------ | ----- | ----- | ----- | ----- | ----- | ----- | -------- | -------- | -------- | -------- | -------- | -------- | --------- | --------- | --------- | --------- | --------- | --------- |
| 34     | 32     | 11    | 10    | 13    | 38    | 43    | -5    | 8        | 5        | 4        | 23       | 17       | +6       | 3         | 5         | 9         | 15        | 26        | -11       |

#### Résultats par journée
| Journée   | 01 | 02 | 03 | 04 | 05 | 06 | 07 | 08 | 09 | 10 | 11 | 12 | 13 | 14 | 15 | 16 | 17 | 18 | 19 | 20 | 21 | 22 | 23 | 24 | 25 | 26 | 27 | 28 | 29 | 30 | 31 | 32 | 33 | 34 |
| --------- | -- | -- | -- | -- | -- | -- | -- | -- | -- | -- | -- | -- | -- | -- | -- | -- | -- | -- | -- | -- | -- | -- | -- | -- | -- | -- | -- | -- | -- | -- | -- | -- | -- | -- |
| Terrain   | E  | D  | E  | E  | D  | E  | D  | E  | D  | E  | D  | E  | D  | E  | D  | E  | D  | E  | D  | D  | E  | D  | E  | D  | E  | D  | E  | D  | E  | D  | E  | D  | E  | D  |
| Résultats | V  | V  | V  | D  | N  | D  | V  | N  | V  | N  | V  | D  | D  | D  | D  | D  | V  | D  | N  | N  | N  | D  | D  | D  | V  | N  | D  | V  | N  | N  | D  | V  | N  | V  |
| Points    | 2  | 4  | 6  | 6  | 7  | 7  | 9  | 10 | 12 | 13 | 15 | 15 | 15 | 15 | 15 | 15 | 17 | 17 | 18 | 19 | 20 | 20 | 20 | 20 | 22 | 23 | 23 | 25 | 26 | 27 | 27 | 29 | 30 | 32 |
| Place     | 3  | 1  | 1  | 3  | 5  | 7  | 6  | 6  | 5  | 4  | 4  | 5  | 7  | 9  | 9  | 10 | 9  | 10 | 9  | 9  | 10 | 10 | 12 | 13 | 10 | 10 | 11 | 10 | 11 | 11 | 11 | 9  | 8  | 8  |

Source : Liste des rencontres

Terrain : D = Domicile ; E = Extérieur. Résultat: D = Défaite ; N = Nul ; V = Victoire.